# 31 Wojskowy Oddział Gospodarczy
31 Zgierski Wojskowy Oddział Gospodarczy im. kpt. Stefana Pogonowskiego (31 WOG) – jednostka logistyczna Sił Zbrojnych Rzeczypospolitej Polskiej. Realizuje zadania zabezpieczenia finansowego i logistycznego jednostek i instytucji wojskowych na swoim terenie odpowiedzialności.

## Formowanie i zmiany organizacyjne
Na podstawie decyzji Ministra Obrony Narodowej nrZ-105/Org./P1 z 9 grudnia 2010 oraz rozkazu wykonawczego szefa Inspektoratu Wsparcia SZ nr PF-19/Org. z 9 marca 2011 rozpoczęto formowanie Oddziału. Z dniem 1 stycznia 2012 jednostka rozpoczęła statutową działalność .

21 czerwca 2011 jednostka budżetowa „31 WOG w Zgierzu” połączona została z jednostkami budżetowymi : 
- 1 dywizjonem lotniczym w Leźnicy Wielkiej,
- 7 dywizjonem lotniczym w Nowym Gliniku,
- Garnizonowym Ośrodkiem Mobilizacyjnym w Zgierzu,
- 7 batalionem kawalerii powietrznej w Tomaszowie Mazowieckim,
- Wojskowym Centrum Kształcenia Medycznego w Łodzi,
- Wojewódzkim Sztabem Wojskowym w Łodzi.

## Symbole oddziału
Odznaka pamiątkowa
Odznakę pamiątkową stanowi błękitny krzyż maltański z amarantową obwódką, spoczywający na stylizowanym kłosie i mieczu oraz srebrnym wieńcu zębatym. W centralnej części krzyża umieszczony jest herb Zgierza. Na jego górnym ramieniu znajduje się liczba „31”, na lewym litera „W”, na dolnym litera „O”, na prawym litera „G” .
Oznaka rozpoznawcza

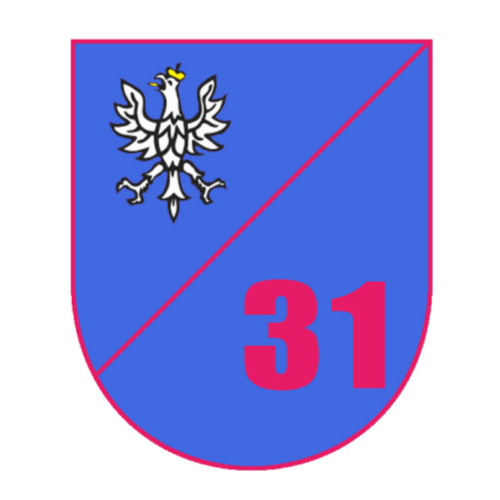
Oznaka rozpoznawcza
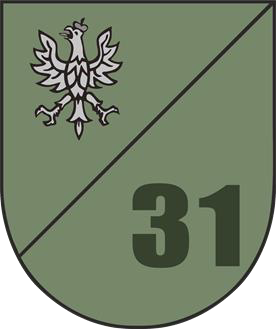
Oznaka rozpoznawcza na mundur polowy

## Żołnierze WOG
| Komendanci WOG              | Komendanci WOG            |
| Stopień, imię i nazwisko    | Okres pełnienia służby    |
| --------------------------- | ------------------------- |
| płk Robert Nowicki          | 21 III 2011 – 12 XII 2012 |
| płk mgr inż. Piotr Kreczmer | 12 XII 2012 – 20 III 2017 |
| płk Zdzisław Frątczak       | 20 III 2017 – 30 IX 2021  |
| płk mgr Jacek Biruś         | 1 XII 2021 – 30 I 2024    |
| płk mgr inż. Marek Chułek   | 28 II 2024 – nadal        |